# Jan Meyer-Rogge

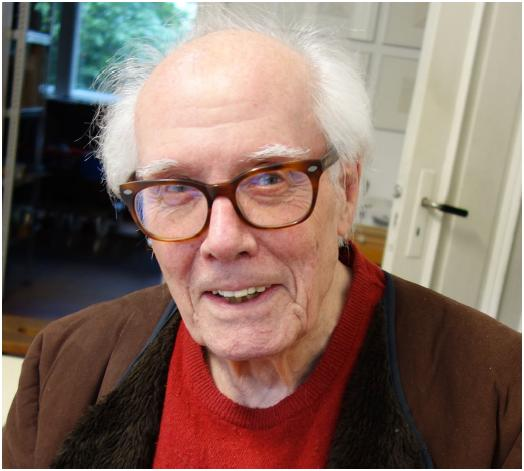
Jan Meyer-Rogge (2021)

Jan Meyer-Rogge (* 1935 in Hamburg) ist ein deutscher Bildhauer.

## Leben
Jan Meyer-Rogge studierte von 1955 bis 1958 Malerei bei Karl Kluth an der Hochschule für Bildende Künste Hamburg. Von 1959 bis 1963 unternahm er Studienreisen unter anderen in die Städte Amsterdam, Berlin, Florenz und Madrid. Meyer-Rogge arbeitete ab 1964 als Bildhauer.
Er ist seit 1972 Mitglied des Deutschen Künstlerbunds und seit 2013 Mitglied der Freien Akademie der Künste in Hamburg, wo er auch lebt und arbeitet.

## Werk
Meyer-Rogge arbeitet vor allem in Stahl und in Holz. Seine Werke zählen zur minimalistischen Kunst und zur Land Art.

„(...) diese Arbeiten (...) stellen eine Art freier Analogie zur Architektur dar.
Wie diese sich auf das Verhältnis von Tragen und Lasten gründet,
bringt Meyer-Rogge seine Arbeiten auf den Punkt,
an dem Fallen und Halten ins Gleichgewicht kommen:
keine Kunststücke und keine Experimente,
sondern Realisierung einer Harmonie von Freiheit und Bindung.“

„Das Vokabular ist bewusst auf einfachste Formen reduziert: Stahlstäbe, Stahlrollen,
geschmiedete Stahlringe, kleine und große Stahlwinkel,
geometrische Formen, die geteilt werden,
einander aufgelegt, ineinander geschoben, verkantet, 
sich an Punkten berührend und gegenseitig tragend,
so neue Konstruktionen und architekturale Gebilde schaffend.“

## Auszeichnungen
- 1981: Edwin-Scharff-Preis des Hamburger Senats. Er gab diesen 1982 aus kulturpolitischen Gründen zurück.
- 1984: Stipendium Casa Baldi in Olevano Romano.
- 1087: Der Edwin-Scharff-Preis wurde ihm erneut verliehen.
- 2021: Plakette der Freien Akademie der Künste in Hamburg.[5]
- 2023: Kunstpreis der Dieter und Elisabeth Simpfendörfer-Stiftung für die Anerkennung seiner herausragenden Leistungen als Bildhauer in Frankfurt am Main.[6]

### Arbeiten im öffentlichen Raum (Auswahl)
- 1974: Dreiklang – Stahl, Hochschule für Musik Hamburg
- 1977: Pyramide – Holz, Neuenkirchen
- 1978: Ein Buchstamm: Aus dem Sägewerk zurück in die Landschaft – Holz, Neuenkirchen
- 1978: Aufgebäumter Stamm – Holz, Weserdeich in Bremen – jetzt Teil der Kunst-Landschaft Springhornhof in Neuenkirchen
- 1979: Freiburger Plastik – Holz, Freiburger Kunstverein in Freiburg im Breisgau
- 1983: Der gestürzte Stamm – Holz, Hamburg (verloren gegangen)
- 1984: Großes Tor – Holz, Sammlung im öffentlichen Raum Skulpturenmuseum Glaskasten in Marl
- 1986: Doppeltor – Holz, Skulpturenpark Billebogen in Hamburg
- 1986: Doppeltor – Holz, Buchholz in der Nordheide
- 1987/1996: Im Horizont – Stahl
- 1991: Ebbe und Flut – Stahl, Weserpromenade Osterdeich in Bremen
- 1992: Doppelkreuz – Holz, Gartow
- 1995: Doppelwinkel – Stahl, Bückeburg
- 1996: Tor der Winde – Stahl, Niebüll
- 1996: Gezeiten XXVI – Stahl
- 1997: Doppelwinkel – Stahl, Feithstraße in Hagen
- 2002: Rondo – Stahl, Skulpturenpark Schloss Wiligrad bei Schwerin
- 2004: Alles hält weil alles fällt – Stahl, Outdoor Museum of Art, Chattanooga,TN. USA
- 2010: Im Punkt des Gleichgewichts – Bronze, Stadtpark Niebüll
- 2017: Moment des Gleichgewichts -– Stahl, Ortlieb Spannsysteme Zell unter Aichelberg

## Abbildungen (Auswahl)

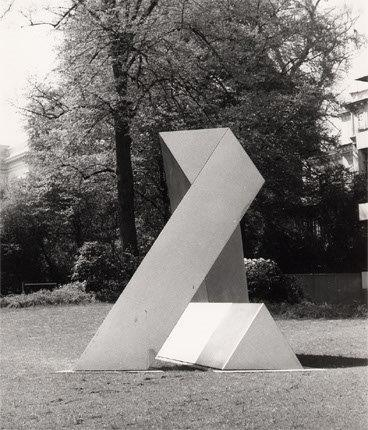
Dreiklang, (1974), Hochschule für Musik und Theater, Hamburg
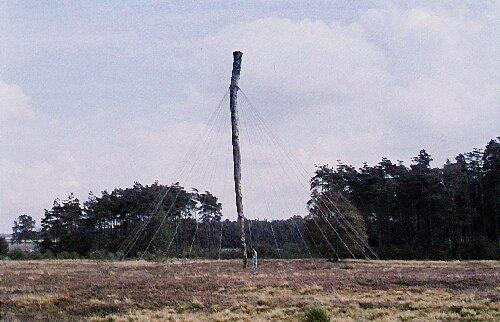
Aufgebäumter Stamm, (1978), Neuenkirchen
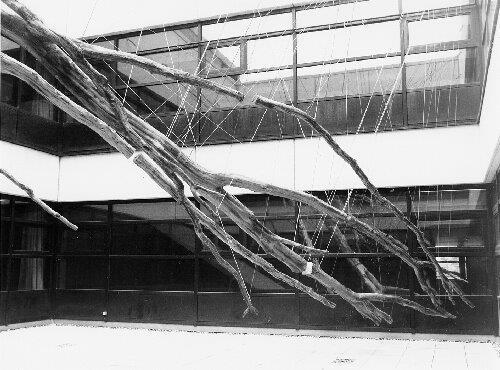
Der gestürzte Stamm, (1983), Staats- und Universitätsbibliothek Hamburg
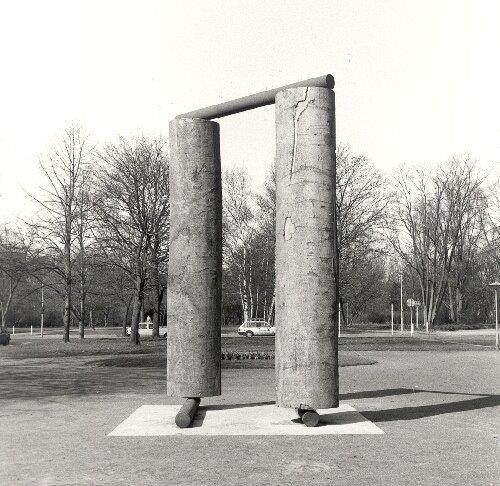
Großes Tor, (1984), Wilhelmshaven, später Skulpturenmuseum Glaskasten, Marl
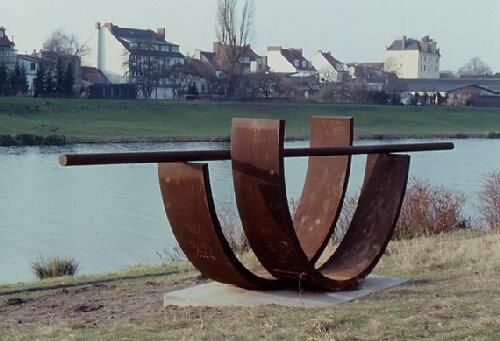
Zwischen Ebbe und Flut, (1991), Bremen Werder, später am Osterdeich
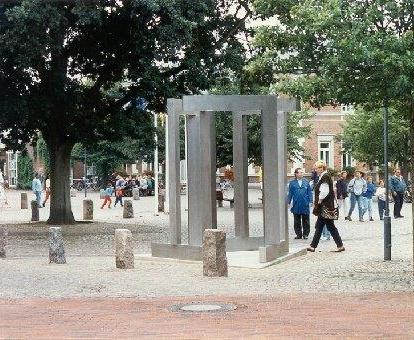
Tor im Winde, (1996), Niebüll Rathausplatz
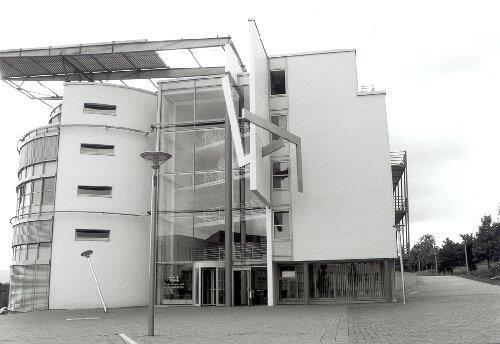
Doppelwinkel, (1997), Fernuniversität Hagen
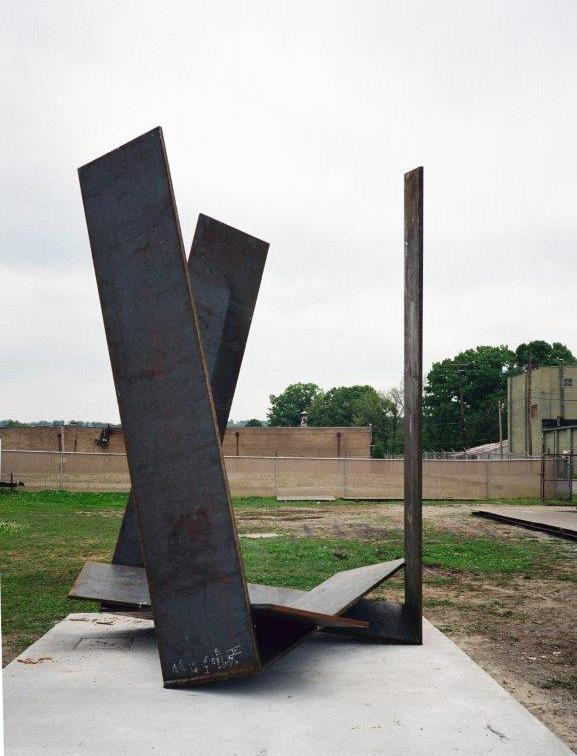
Alles hält weil alles fällt, (2004), Chattanooga, TN,  USA